# Wygoda (Warszawa)
Wygoda – osiedle w dzielnicy Rembertów w Warszawie. Wchodzi w skład obszaru MSI Kawęczyn-Wygoda.
Leży w południowo-zachodniej części dzielnicy Rembertów, wzdłuż ul. Chełmżyńskiej.

## Historia
Wieś Wygoda należała w latach 1867–1939 do gminy Wawer w powiecie warszawskim. W 1921 roku liczyła 74 mieszkańców.
20 października 1933 utworzono gromadę Gocławek w granicach gminy Wawer, w skład której weszły wsie Gocławek i Wygoda.
Podczas II wojny światowej w Generalnym Gubernatorstwie, w dystrykcie warszawskim. W 1943 gromada Wygoda liczyła 1818 mieszkańców.
15 maja 1951 w związku ze zniesieniem gminy Wawer, gromadę Wygoda włączono do Warszawy.